# Brudenell White

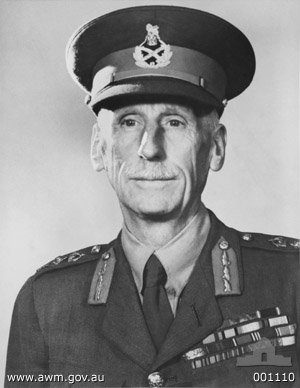
Brudenell White (um 1940)

Sir Cyril Brudenell Bingham White KCB, KCMG, KCVO, DSO (* 23. September 1876 in St Arnaud, Victoria; † 13. August 1940 in Canberra) war ein australischer General.

## Leben
White besuchte die Brisbane Central Boys School und die Eton Preparatory School, Nundah. Im Alter von 15 Jahren wurde er Schreiber bei der Australian Joint Stock Bank in Brisbane. 1897 wurde er zum 2nd Queensland Regiment eingezogen und im Folgejahr in die Permanent Military Forces der Queensland Artillery übernommen. 1902 diente er kurze Zeit mit den Commonwealth Light Horse im südafrikanischen Zweiten Burenkrieg, danach wurde er Ordonnanzoffizier bei General Edward Hutton.
Hutton schickte ihn 1906 ans britische Staff College nach Camberley. Nach dem erfolgreichen Abschluss kehrte er 1908 nach Australien zurück und wurde Hauptmann beim Nachrichtendienst unter Colonel William Bridges. Bereits Ende des Jahres ging er erneut – als Offizier des Generalstabes des War Office – nach England.  Zum 1. Januar 1912 trat er dann einen Posten als Director of Military Operations beim Hauptquartier der Australischen Armee im Rang eines Majors in Melbourne an.
Bei Ausbruch des Ersten Weltkrieges wurde White Stabschef im Rang eines Oberstleutnants bei der First Australian Imperial Force (AIF) unter William Bridges. Er nahm an den Einsätzen der AIF in Ägypten und Gallipoli teil und wurde 1915 mit dem Distinguished Service Order ausgezeichnet und zum Brigadegeneral unter dem Kommando von William Birdwood ernannt.
Mit Birdwood leitete er die Vorbereitung der Evakuierung von Anzac Cove auf Gallipoli. 1917 wurde er zum Generalmajor befördert. Die von General Douglas Haig vorgeschlagene Übernahme des Kommandos der Australian and New Zealand Forces (ANZAC) lehnte er ab und wurde Stabschef Birdwoods, der das Kommando über die britische 5. Armee erhielt.
1919 wurde White als Knight Commander des Order of St. Michael and St. George in den persönlichen Adelsstand erhoben und kehrte nach Australien zurück, wo er am Ausbau der australischen Reservearmee arbeitete. 1923 wurde er deaktiviert und wurde Vorsitzender des Commonwealth Public Service Board. Ab 1928 wirkte er im Vorstand verschiedener gemeinnütziger Unternehmungen, u. a. im Board of the Australian War Memorial.
Im März 1940 wurde er reaktiviert und zum General und Generalstabschef der australischen Armee befördert. Bereits wenige Monate später kam er beim Flugzeugabsturz von Canberra in der Nähe des Flughafens von Canberra ums Leben.